# Père Lachaise (stacja metra)
Père Lachaise – stacja 2. i 3. linii metra  w Paryżu. Znajduje się na pograniczu 11. i 20. dzielnicy Paryża.  Na linii 2 stacja została otwarta 25 lutego 1903, a na linii 3 – 19 października 1904. W pobliżu stacji znajduje się cmentarz Père-Lachaise.